# The Shanghai Cobra
The Shanghai Cobra is een Amerikaanse misdaadfilm uit 1945 onder regie van Phil Karlson. Destijds werd de film in Nederland uitgebracht onder de titel De slang van Shanghai.

## Verhaal
Enkele criminelen willen radium stelen met behulp van een cobra. Hun overval mislukt en er vallen doden. Detective Charlie Chan gaat samen met zijn assistent Birmingham Brown en zijn zoon Tommy op zoek naar de boeven.

## Rolverdeling
| Acteur           | Personage        |
| ---------------- | ---------------- |
| Sidney Toler     | Charlie Chan     |
| Mantan Moreland  | Birmingham Brown |
| Benson Fong      | Tommy Chan       |
| James Cardwell   | Ned Stewart      |
| Joan Barclay     | Paula Webb       |
| Addison Richards | John Adams       |
| Arthur Loft      | Bradford Harris  |
| Janet Warren     | Machinebediener  |
| Gene Roth        | Morgan           |
| Joe Devlin       | Taylor           |
| James Flavin     | H.R. Jarvis      |
| Roy Gordon       | Walter Fletcher  |
| Walter Fenner    | Harry Davis      |